# أكانذيس
أكانذيس أو أكانثيس (بالإنجليزية: Acanthis)‏ في الميثولوجيا الإغريقية هي أخت أكانتوس Acanthus. عندما ناحت على أخيها الذي مزقته الخيول، حولتها الآلهة إلى عصفور شوك. وحول زيوس الأسرة الحزينة بأكملها إلى طيور.